# 宣傳模特兒

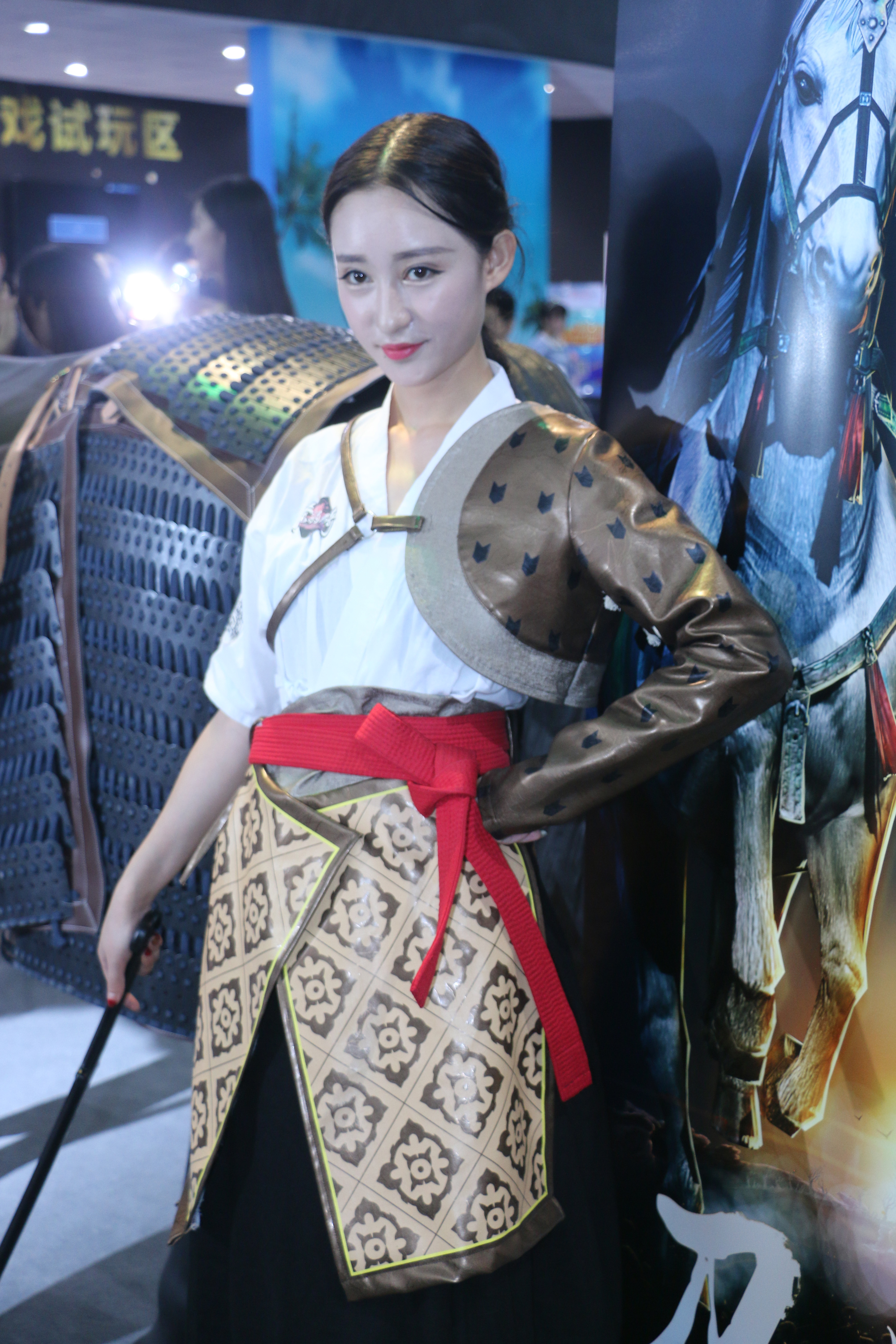
ChinaJoy會展宣傳模特

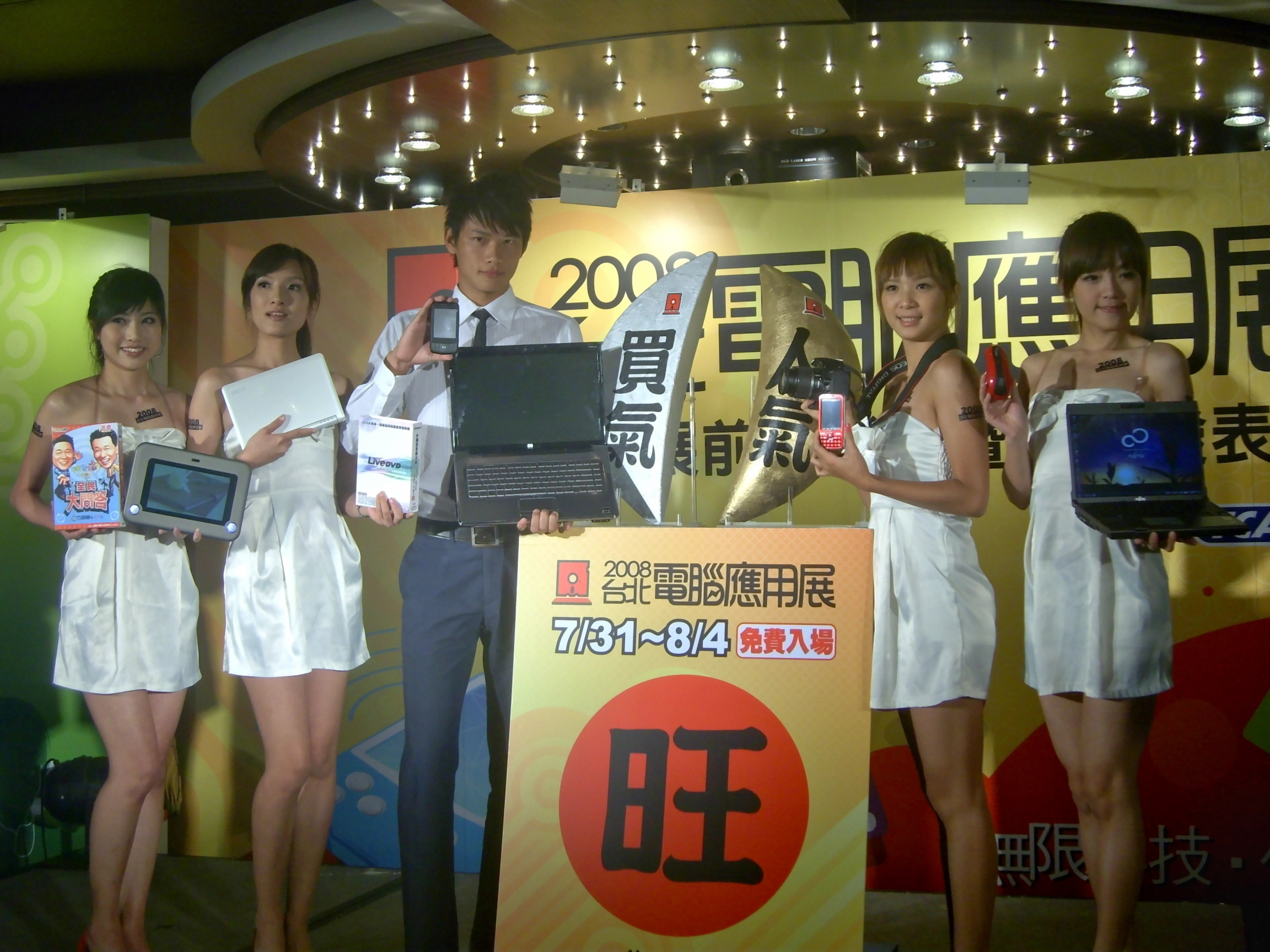
2008台北國際電腦展的模特

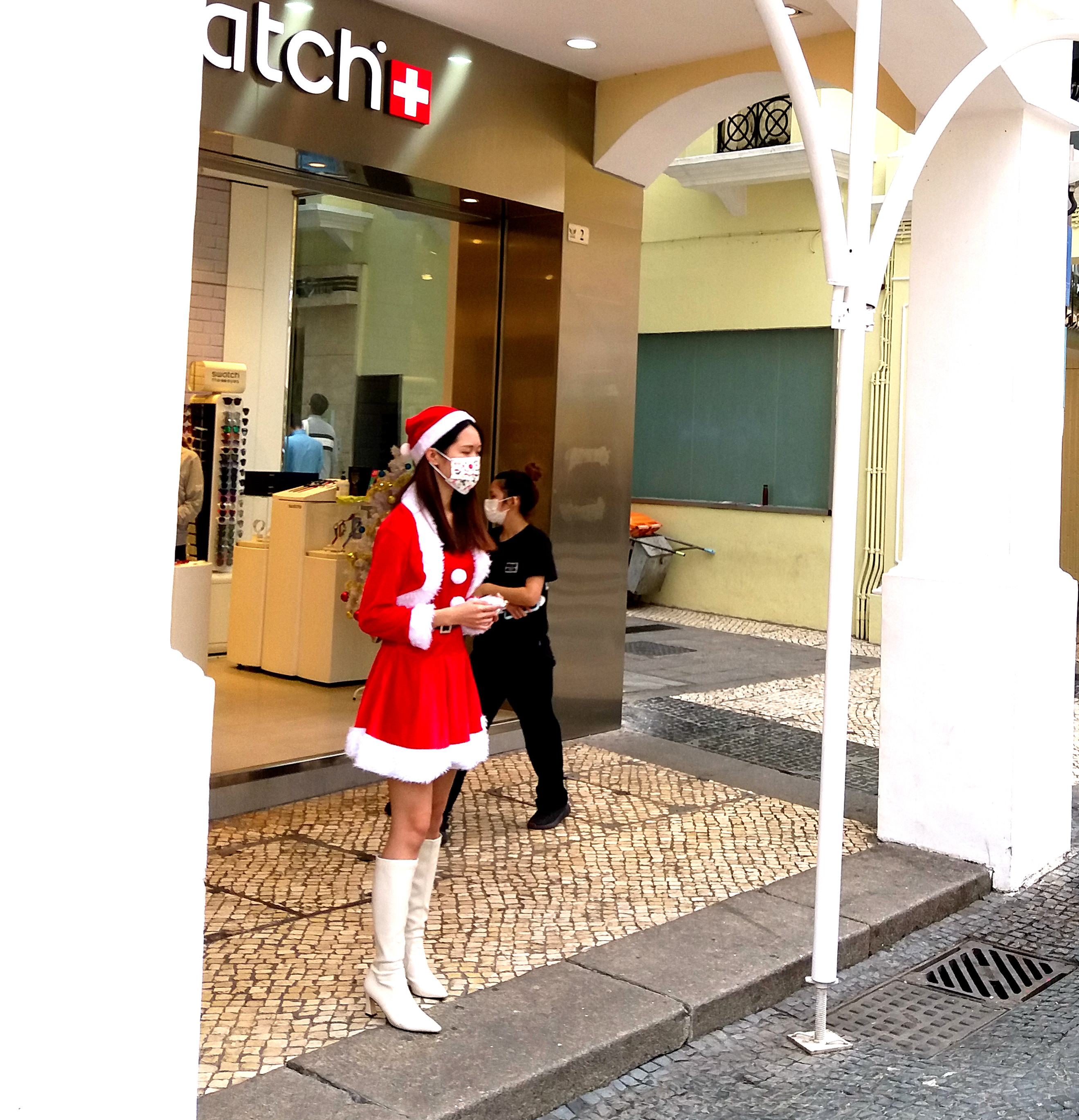
聖誕期間，穿著相關服飾的宣傳模特

宣傳模特兒（英語：Promotional model）是指推銷產品及服務的模特兒，於各式各樣的有宣傳需要的場合，例如汽車展、遊艇展、音樂會、電腦遊戲或產品展、體育賽事等，在展覽攤位最吸引遊人注意的模特兒以西方俚語又稱為展場寶貝。宣傳模特兒通常是臨時工或兼職，台灣的產品大使實際上也是宣傳模特兒的一種。但是，當他們面對社會眼光時，卻反映出人們對這些工作內容類似，但收入與社會階級不同的女性有著不同等級的標籤與價值判斷，近年來也有許多男性模特兒成為宣傳模特兒，因為了迎合女性視覺上的需求越來越多。
宣傳模特兒早期的設計發想可以說是為了迎合男性視覺上的需求，因為這些宣傳活動早期所面對的主要客戶為男性，藉由年輕、性感、包裝精美的女性宣傳模特兒能有效地抓住男性顧客的目光，有助於提高宣傳目標的知名度甚至是銷售量。一些宣傳模特兒須自行與僱用者聯繫，再在特定時間、地點與客戶進行拍攝或推廣工作，由於缺乏勞基法的基本保障，某種程度也是一種高風險的非典型勞動。一些少女為得到較高工資或自豪感，加上此行業提供的就業歷練不同於一般行業，近年也有不少高學歷的男性或一般男性開始自願參與推廣模特兒行業，因近年來這些宣傳活動所面對的主要客戶不只為男性也有女性。許多知名藝人或名模於出道前也曾經擁有展場經驗作為演藝圈的跳板。

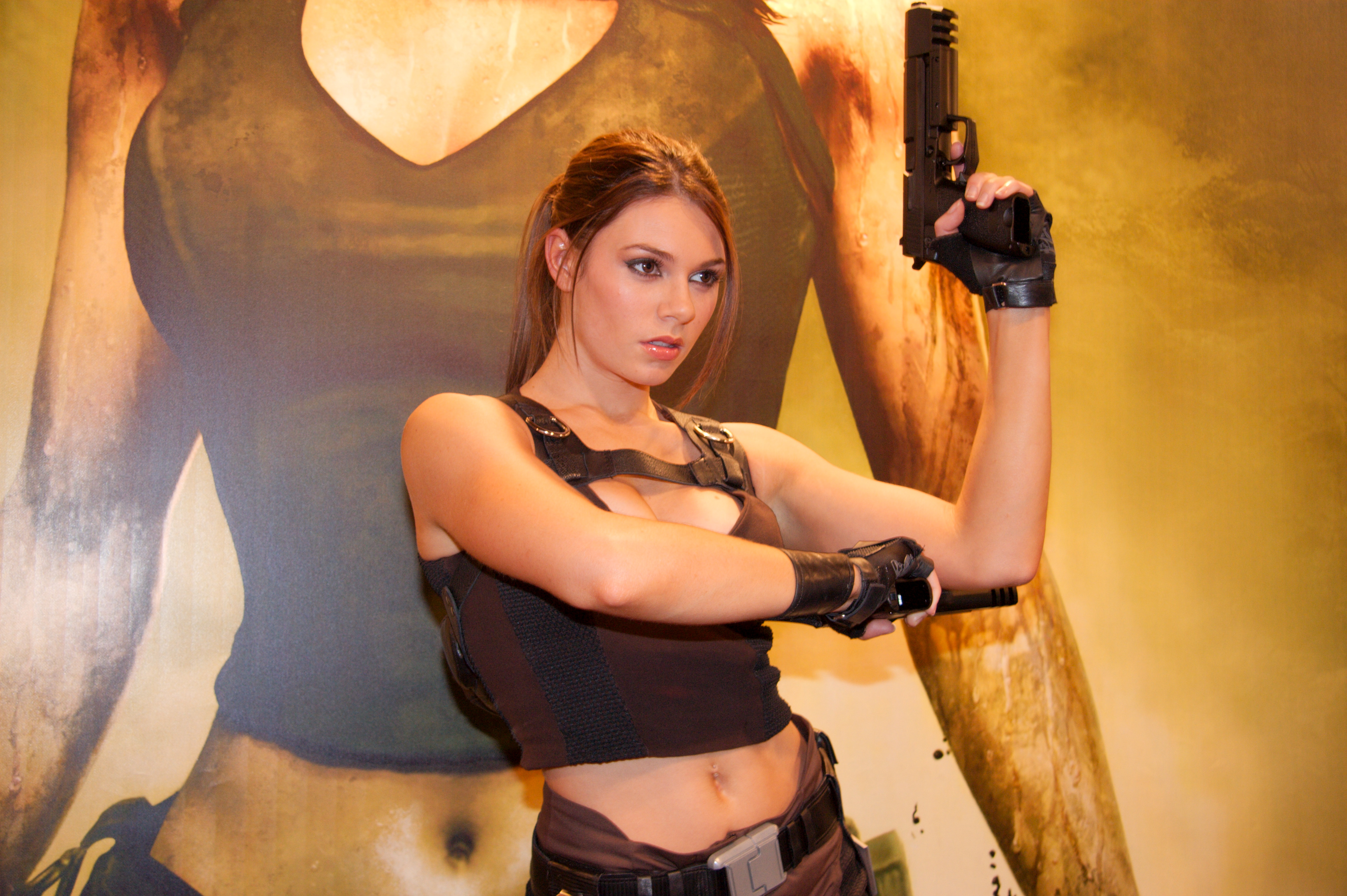
艾莉森·卡羅在2008年巴黎電玩展扮演蘿拉·卡芙特

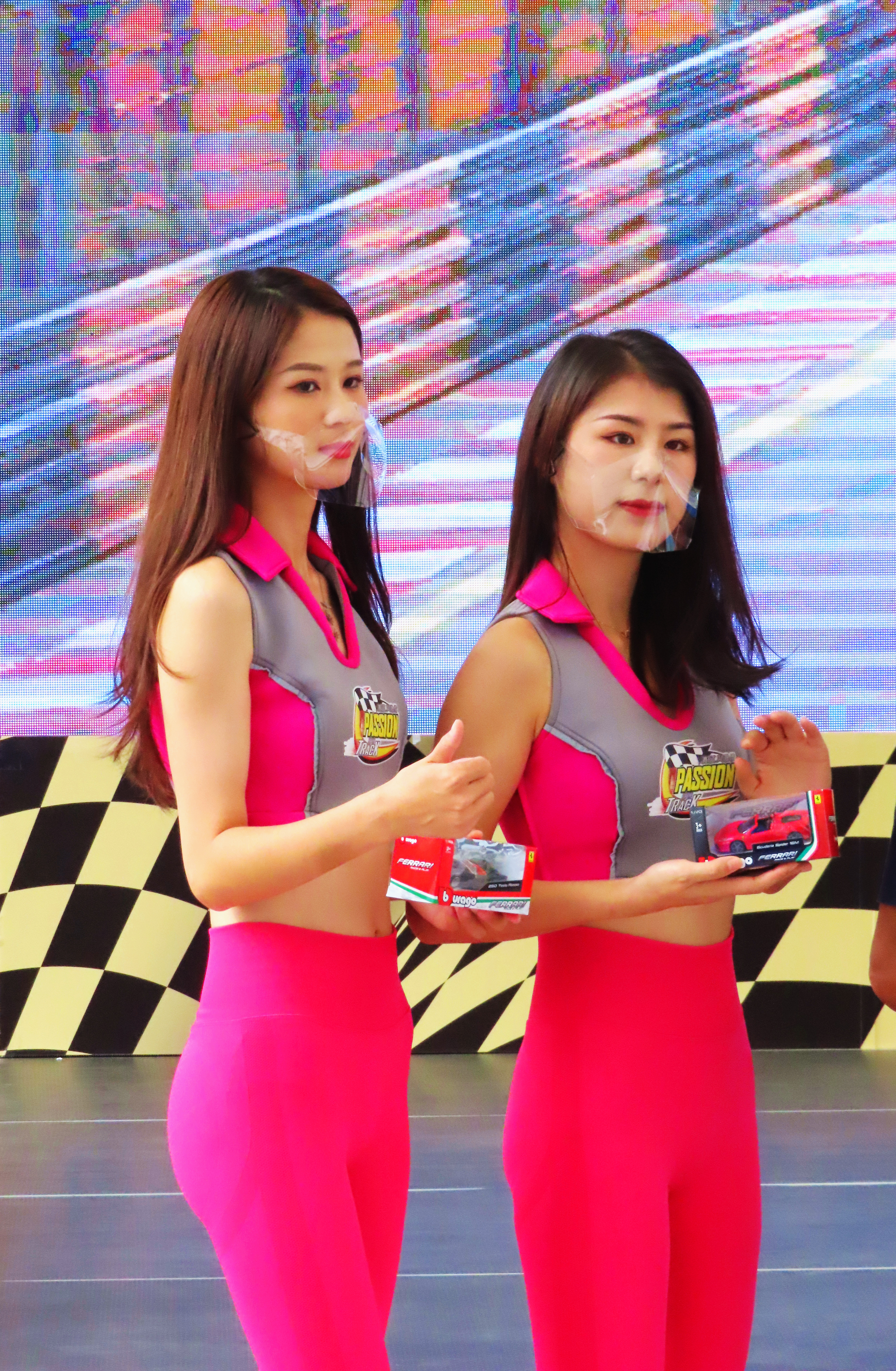
澳門漁人碼頭內的宣傳活動

## 攝影文化
由於女性或男性宣傳模特兒的賞心悅目，有時還伴以較為暴露的裝著，以致於吸引而來的參與者中往往有不少人是為了看宣傳模特兒，而未必是展出的產品及服務，宣傳模特兒攝影文化也因此勃興或緊興。

## 早期宣傳模特兒文化
香港及臺灣的宣傳模特兒早見於工展會，參展公司聘請女士宣傳產品，吸引不少參觀者拍攝，當時的商展小姐可視為當代宣傳模特兒的前身。由於相機甚至菲林在早年屬高價商品，攝影的並不多。隨着攝影進入數碼時代，數碼相機售價便宜，擁有相機的人比以前多，每次宣傳模特兒出現的地方便吸引大批攝影者。由於部分宣傳模特兒攝影者較為無禮，且有攝影者抱着拍攝走光照的心態，宣傳模特兒往往要預先做好準備應付。